# Neoechinorhynchus (Neoechinorhynchus) nigeriensis
Neoechinorhynchus (Neoechinorhynchus) nigeriensis is een soort haakworm uit het geslacht Neoechinorhynchus. De worm behoort tot de familie Neoechinorhynchidae. Neoechinorhynchus (Neoechinorhynchus) nigeriensis werd in 1981 beschreven door Farooqi.